# Dematrix
Die Dematrix (auch kurz als Matrix bezeichnet) ist eine spezielle elektronische Schaltung in einem Farbfernseher, der mit einem der analogen Farbübertragungssysteme NTSC, PAL und SECAM arbeitet.
In diesen Farbübertragungssystemen werden im Rahmen des YUV-Farbmodells senderseitig nur übertragen:
- das Schwarzweißsignal Y für die Helligkeit sowie
- die Farbart- und Farbstärkeinformationen:
  - U (B-Y) für die Farbe Blau und
  - V (R-Y) für die Farbe Rot;

die Farbe Grün wird nicht übertragen, sie ist bereits im Schwarzweißsignal enthalten.
Mit Hilfe der Dematrix werden aus den übertragenen Fernsehsignalen durch Summen- und Differenzbildung folgende Signale zurückgewonnen, damit sie der Farbbildröhre zugeführt werden können:
- im Farbdifferenz-Konzept die drei Farbdifferenzsignale B-Y, R-Y und G-Y
- im RGB-Konzept die Primär-Farbsignale Rot, Grün und Blau.

In den Anfangstagen der Farbfernsehtechnik erfolgte die Differenzbildung in der Bildröhre, indem das Y-Signal dem gemeinsamen Gitter sowie die Farbdifferenzsignale U und V den Kathoden für Blau und Rot zugeführt wurden. Damit handelte man sich allerdings eine schwierige Helligkeits- und Kontrasteinstellung ein.
Spätestens der SCART-RGB-Anschluss verpflichtete dann zur Dematrix.